# Petrovec
Rybník Petrovec o rozloze vodní plochy 2,6 ha se nalézá asi 1 km jihovýchodně od centra vesnice Údrnice v okrese Jičín. Rybník je napájen Bílským potokem.
Po hrázi rybníka vede polní cesta.
Rybník byl vybudován po roce 1880, poněvadž není zachycen na mapách III. vojenského mapování. V roce 2019 je využíván pro chov ryb.

## Galerie

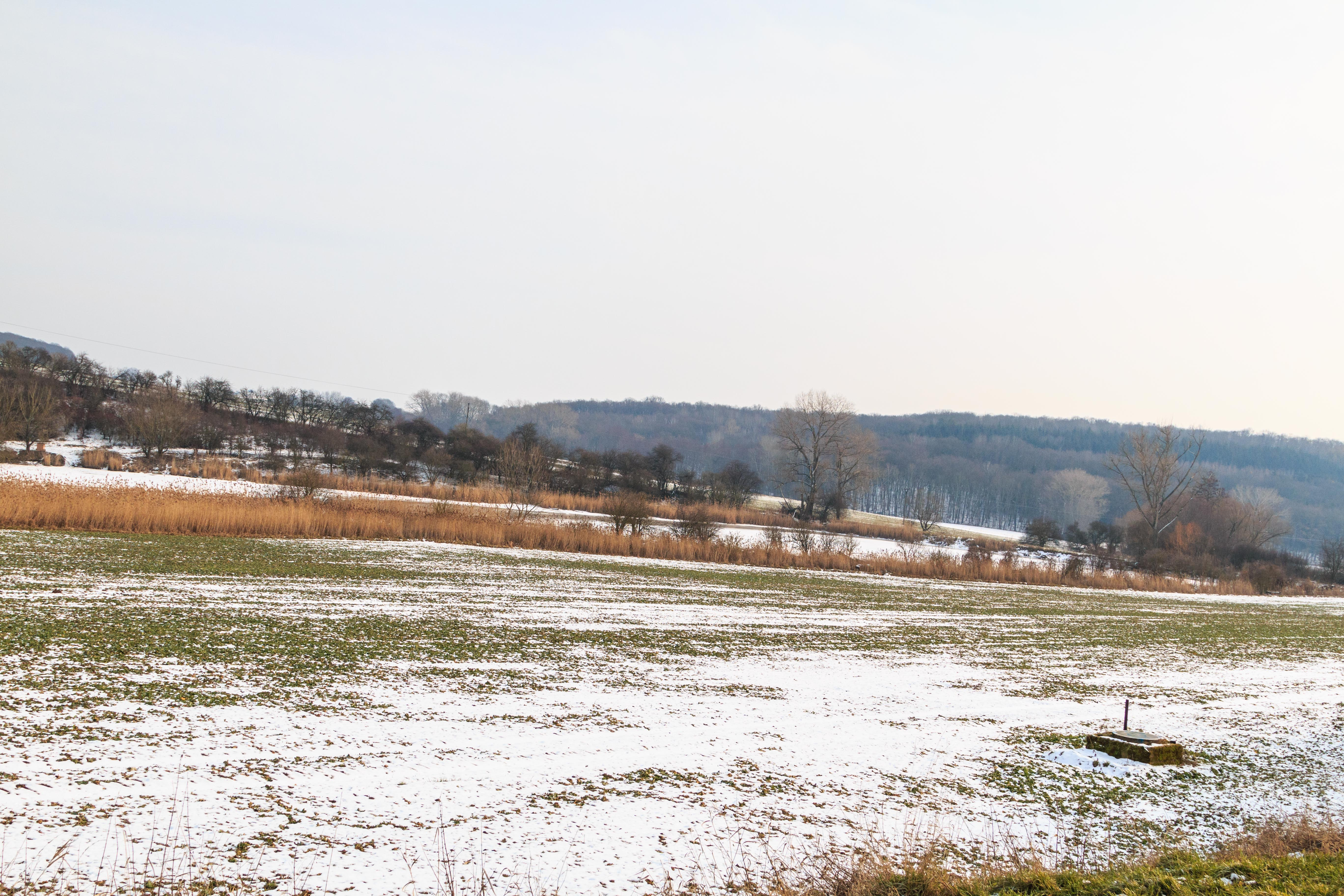
pohled na rybník Petrovec u Údrnic